# Bifurcia
Bifurcia is een geslacht van spinnen uit de familie hangmatspinnen (Linyphiidae).

## Soorten
De volgende soorten zijn bij het geslacht ingedeeld:
- Bifurcia cucurbita Zhai & Zhu, 2007
- Bifurcia curvata (Sha & Zhu, 1987)
- Bifurcia ramosa (Li & Zhu, 1987)
- Bifurcia songi Zhai & Zhu, 2007